# Carolina de Cepeda
Carolina Casanova Rodríguez, conocida también como Carolina de Cepeda, o simplemente como "La Cepeda" (Ferrol, La Coruña, 10 de enero de 1847 - Madrid, 8 de febrero de 1910), fue una soprano dramática española, considerada una de las mejores en su género durante la segunda mitad del siglo XIX. Fue una de las primeras sopranos españolas en alcanzar renombre en Europa.
A lo largo de su carrera Carolina Casanova actuó en algunos de los teatros de ópera más prestigiosos del mundo, como el Teatro alla Scala de Milán, el Teatro San Carlo de Nápoles, o la Royal Opera House de Londres, realizando estrenos mundiales como el de Il mercadante di Venezia de Ciro Pinsuti. 
Al dejar su carrera concertística ejerció como profesora en la Escuela Nacional de Música y Declamación (posteriormente denominado Real Conservatorio Superior de Música de Madrid), donde formó a varias personalidades importantes del mundo de la ópera española.
El día de su fallecimiento, el Conservatorio abrió sus puertas para que alumnado y profesorado del centro pudieran darle su último homenaje. Algunos periódicos calificaron su muerte como «una pérdida irreparable» para el arte español.

## Biografía
Fue una de las primeras sopranos españolas en alcanzar renombre en Europa. Actuó varias temporadas en el Gran Teatro del Liceo de Barcelona y, durante la temporada lírica 1881-1882, formó parte de la Compañía Lírica Italiana actuando como «prima-donna assoluta soprano drammatica».

## Trayectoria

### Primeros años y formación
María Carolina Casanova Rodríguez nació el 10 de enero de 1847 en el barrio de Esteiro, Ferrol, siendo la cuarta hija del matrimonio formado por Rosa Rodríguez da Veiga y Luis Casanova Pérez.
Por los padrones de 1840 a 1853 se sabe que en su infancia residió en la calle de San Nicolao. También se deduce de los padrones ferrolanos que su padre estuvo destinado en otras ciudades y podemos conocer la fecha aproximada de su muerte gracias a esos documentos, ya que en 1852 se indica que su madre era viuda. Pouco se sabe de ella o de su familia hasta la adolescencia y tan solo que debieron abandonar Ferrol alrededor de 1853, trasladándose al domicilio de alguna de sus hermanas.
Sobre sus estudios musicales, no se sabe nada hasta la adolescencia cuando estudió solfeo con el maestro Francisco Piñeiro, músico mayor del Departamento de Mariña de Ferrol y director del Teatro Filarmónico. Fue precisamente en este teatro donde la soprano ferrolana debutó en 1863, cuando tenía 16 años. Este debut se produjo por casualidad, ya que Piñeiro precisaba cubrir la ausencia de su primera tiple y le presentaron a la joven, que ya entonces tenía fama de poseer una buena voz aunque todavía no había cantado en público. Tras el éxito obtenido en esa función, el propio Piñeiro le entregó dos coronas de flores diciéndole: "Todas las noches antes de acostarse contemplará usted bien estas coronas, que recibió sin merecerlas; usted posee dotes suficientes para llegar algún día a obtenerlas bien merecidas. Ánimo y constancia".
Por mediación del propio Piñeiro, que ya velaba por el futuro musical de la joven, consiguió un papel como soprano en una compañía de ópera que visitó la ciudad, dirigida por Macucci, quien accedió a incorporarla a su compañía acogiéndola bajo su protección y la de su mujer. Pocos meses después se presentó con esa misma compañía en el Teatro de la Zarzuela, donde comenzó a destacar en este género. En el teatro madrileño trabajó como corista del entonces jovencísimo Julián Gayarre, y posiblemente en este teatro conoció al que sería su marido, Luis Rodríguez Cepeda, un compositor y director de orquestas y coros, que duplicaba la edad de la soprano ferrolana. Aunque se desconoce la fecha exacta de la boda, según la Revista de Bellas Artes  de diciembre de 1866, la soprano ya aparece citada como "señora Cepeda", al figurar como tiple contratada para la compañía lírica de Palma de Mallorca.
Carolina Coronado continuó su formación en Roma, donde estudió arte dramático. Posteriormente realizó estudios de solfeo y canto en París, residiendo con la familia durante varias temporadas en Auteull. Precisamente en la capital francesa nació su primer hijo, Luís, el 21 de abril de 1869.

### Primera giras
Después de su aplaudido debut profesional en Palma de Mallorca, fue contratada por el Teatro Principal de Valencia. De esta noticia se hizo eco la revista madrileña La Escena, «el teatro valenciano reunió un personal, tanto para las funciones ordinarias como extraordinarias, como nunca tuvieron en Valencia». Carolina Casanova fue una de las cuatro prime-donne con las que contó el teatro además de tres tenores, dos barítonos, dos bajos y siete partes secundarias. En Valencia cantó, entre otras obras, Un ballo in maschera de Giuseppe Verdi y Robert le diable de Giacomo Meyerbeer. Ese mismo año tuvo su primer contacto con el Gran Teatre del Liceu al participar en un concierto con alumnos del maestro Marià Obiols.
Enseguida comenzó una gira por América Latina y el norte de Europa. Después de recorrer los principales teatros de América, con gran éxito en Costa Rica, en 1869, donde el público la acompañó a su residencia ovacionándola, la soprano ferrolana actuó con éxito en la ciudad sueca de Gotemburgo, como señaló el periódico La Iberia y unos meses más tarde, en abril de 1870, el diario madrileño La Época publicaba los elogios recibidos en París una Carolina Casanova recién llegada de Brasil. Ese mismo año también estuvo en Avellino (Italia), cantando Il Trovatore de Verdi.

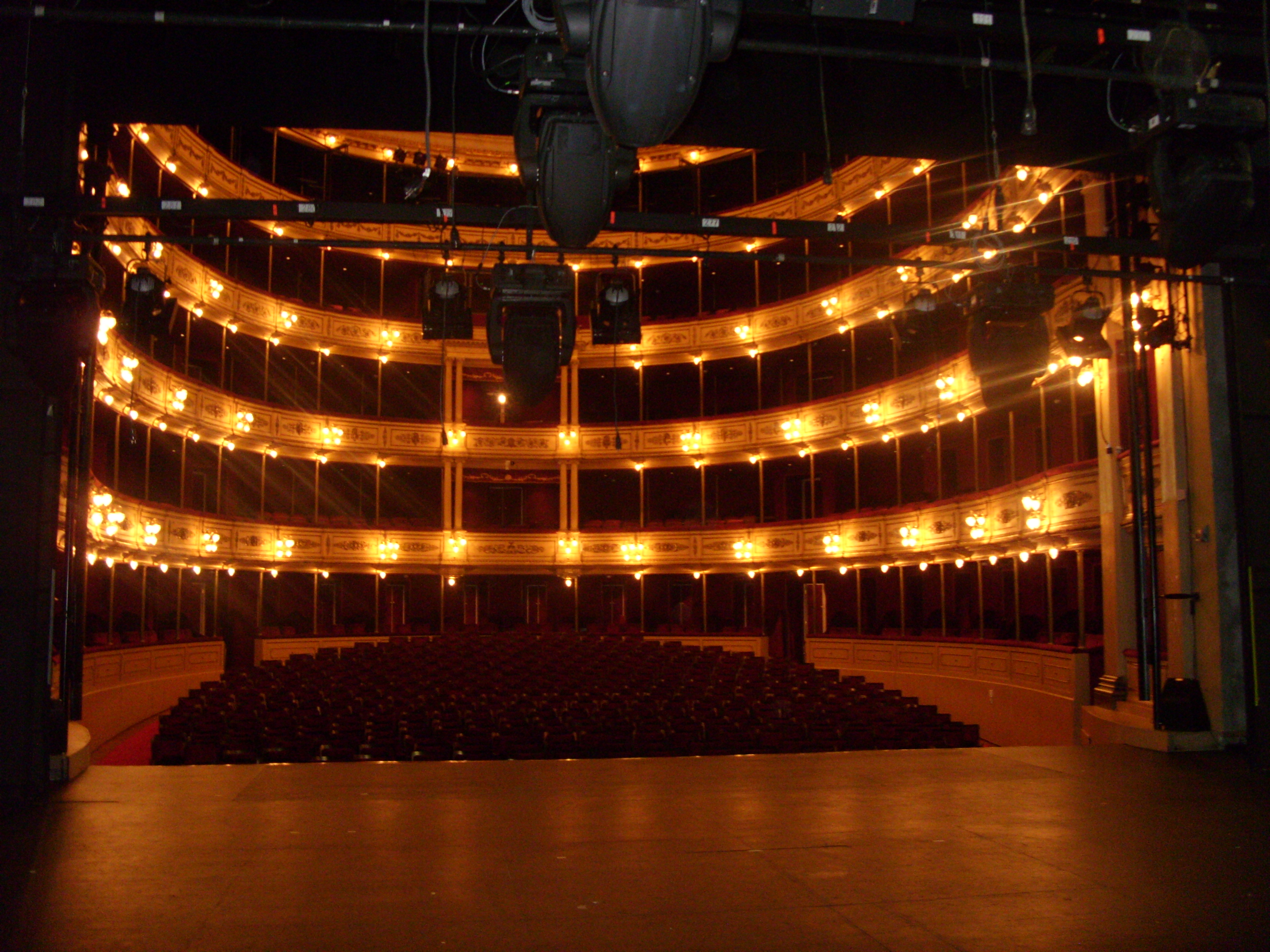
Teatro Solís de Montevideo (interior)

Durante sus primeras giras la soprano gallega visitó Dinamarca, Perú, Chile, Argentina y Uruguay.Actuó en destacados teatros como el Teatro Imperial do Brasil, el Teatro Principal de Lima o el Teatro Solís de Montevideo. 
Fue precisamente en este último teatro donde Carolina Casanova dejó un especial recuerdo, por lo que sería recordada después de varias décadas su paso por el escenario montevideano con nostalgia por la prensa musical de la ciudad y en el periódico Montevideo Musical. En el Teatro Solís permaneció una larga temporada, entre abril y septiembre de 1872, y allí cantó Il barbiere di Siviglia de Rossini, La traviata, Rigoletto y Un ballo in maschera de Verdi, Norma y La sonnambula de Bellini, y Linda di Chamounix y Poliuto de Donizetti. También quedó constancia de su llegada a Perú, donde debutó con éxito cantando La traviata de Verdi en mayo de 1871, y posteriormente se unió a la compañía de ópera italiana junto con la soprano Adelina Patti, con la que años después coincidió en el Covent Garden.
En esta época de giras nació su segunda hija, Luisa, el 4 de junio de 1870, en Madrid.

### Debut en el Teatro Real de Madrid

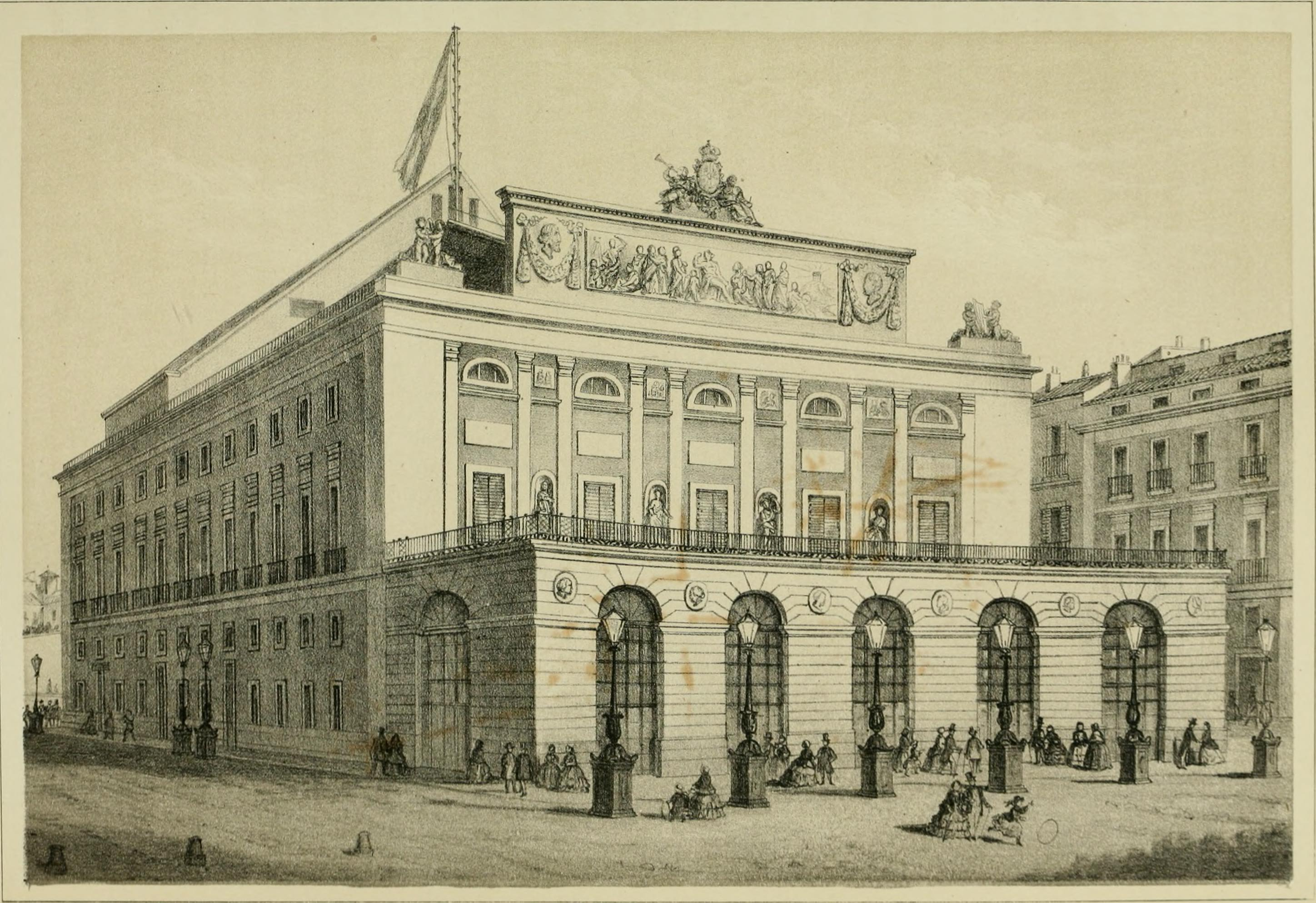
Teatro Nacional de la Ópera en 1860 (actualmente Teatro Real).

A principios de 1873 la soprano regresó a España. En febrero de ese año el periódico madrileño La Correspondencia de España recoge su llegada a Madrid junto a su marido, destacando el éxito recogido en el extranjero formando parte de las compañías italianas con las que trabajó y de la muestra del interés del público madrileño por la soprano gallegaː «Los inteligentes desean que la empresa de nuestro Teatro de la Ópera les proporcione el placer de escuchar tan celebrada artista, según la prensa extranjera y americana». Conviene señalar que en esta época el nombre de Carolina Casanova aparece en primer lugar lo que implicaría que fuese más conocida que su marido.
El 12 de marzo de 1873 debutó en el Teatro Nacional de la Ópera, con Norma, de Vincenzo Bellini, repitiendo los días 13 y 18 del mismo mes. También participó en las representaciones de La traviata de Giuseppe Verdi los días 23 e 25, así como en el estreno de la ópera de Filippo Marchetti Ruy Blas el día 29, repitiendo también el 30 de marzo y los días 1 y 2 de abril. La prensa de la capital de España estuvo dividida respecto al debut de la cantante gallega. Mientras que periódicos como Galicia Moderna, La Iberia y La Época se hicieron eco del triunfo en el escenario madrileño, señalando este último que después de la interpretación del aria «Casta Diva» fue llamada dos veces a escena, otras críticas de la prensa de la época, por el contratio, no fueron tan positivas: la crónica de la ópera italiana de Luis Carmena y Millán calificó las actuaciones de Carolina Casanova como «mal éxito», aunque la crítica más dura fue la publicada en La Moda elegante por el Marqués de Valle-Alegre: «...parece que la bella artista entusiasmó a los chilenos y peruanos... pero nosotros, que tenemos oído en el papel de la sacerdotisa druida Lagrange, Penco, Gazzaniga y Ferni, no pudimos llegar al grado de exaltación de aquellos pueblos, que dieron serenatas y que condujeron en triunfo a la diva... La Cepeda podrá ocupar un honroso puesto en el teatro de la Ópera, pero no el principal...»
En cualquier caso, la soprano no volvió a cantar en el Teatro Real hasta el año 1885, también en la representación de Norma, precedida de una prestigiosa carrera internacional. Al año siguiente se marchó a Italia, no sin antes actuar en el Teatro Jovellanos y en el Conservatorio de Madrid.

### Éxito internacional
En septiembre de 1873 Carolina Casanova se encontraba en Italia, donde tuvo una cálida acogida en su debut en el Teatro Dal Verme de Milán. El 8 de noviembre interpretó el papel de Porzia en el estreno de la ópera de Ciro Pinsuti Il mercante di Venezia en el Teatro Comunale de Bolonia. escenario al que regresó poco tiempo después, el 5 de diciembre de ese mismo año. En enero del año siguiente participó en las representaciones de Il re Manfredi de Achille Montuoro y Un ballo in maschera de Giuseppe Verdi.
Es estos años también actuó en el Teatro Imperial de Varsovia, en dos temporadas, en las que realizó el estreno de Aida en el papel principal.
En 1876 la soprano ferrolana fue contratada para cantar la Misa de Réquiem de Verdi en el Teatro Regio de Parma en un acto en el que se le entregó al compositor la medalla de oro por su composición. La obra fue dirigida por el director de orquesta italiano Franco Faccio y al concierto asistieron, Humberto de Saboya, quien sería rey de Italia, junto a su esposa la princesa Margarida Teresa de Saboya. Ese mismo año, de vuelta en España, Carolina Casanova debutó en el Gran Teatre del Liceu de Barcelona. La soprano ya había cantado en la ciudad condal el año anterior en el Teatro Circo. En el Liceu actuó entre diciembre de 1876 y marzo de 1877, sobresaliendo el estreno en el teatro barcelonés de Aida de Verdi junto al tenor italiano Francesco Tamagno el 25 de febrero de 1877, seis años después del estreno mundial en el Cairo. Con todo, fue su segunda temporada en Barcelona la más destacada, interpretando una muy aplaudida Lucrezia Borgia junto con Julián Gayarre. Al mismo tiempo, la soprano ferrolana se presentó en Lisboa con la compañía lírica del Real Teatro, donde debutó con L'Ebrea de Fromental Halévy, cantando también en Maria di Rohan de Donizetti, Faust de Gounod, Il trovatore, Ernani, Un ballo in maschera o la Aida de Verdi.

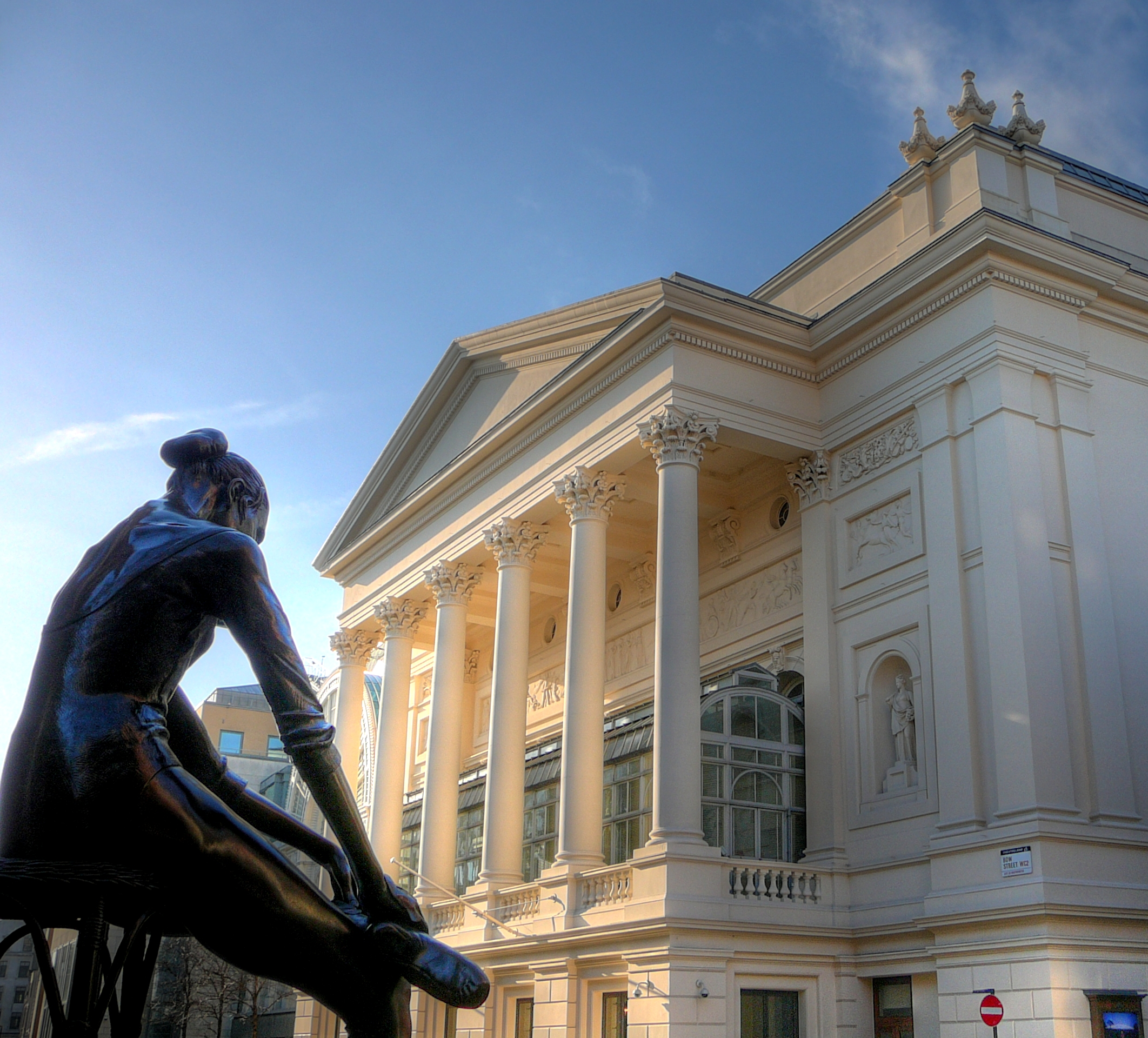
Royal Opera House de Londres, donde Carolina Casanova cantó durante las temporadas de 1878 y 1879

En 1878 formó parte de la Royal Italian Opera, la compañía dirigida por Frederick Gye, en la Royal Opera House de Londres. El éxito de esta primera temporada llevó a Carolina Casanova a actuar de nuevo en el Covent Garden en 1879, alternando en esta segunda temporada con Adelina Patti, interpretando papeles dramáticos en Les Huguenots y Robert le diable de Meyerbeer, Tannhäuser de Wagner, Lucrezia Borgia de Donizetti, Don Giovanni y Le nozze di Figaro de Mozart y Norma de Vincenzo Bellini. La prensa londinense de la época destacó el trato del público, y como la soprano ferrolana mantuvo su posición en favor del público, como The Musical Times, que en agosto aquel año se refería a la cordialidad del público durante toda la temporada. En esas dos temporadas la soprano gallega compartió escenario con el  tenor navarro Julián Gayarre con quien actuaría en numerosas ocasiones a lo largo de su carrera. La segunda temporada londinense finalizó con Norma, sobre la que Julio Enciso escribió para el periódico vasco editado en La Habana Ir-rac-bat, y que recogió también Galicia Modernː «Fue la corona artística que remató la  gloria de Carolina Cepeda, conquistándola el título de célebre según la opinión de la prensa y del público».
En esta misma época se encuentran referencias a la presencia de Carolina Casanova en Rusia en octubre de 1878, cuando Crónica musical recoge su participación en la compañía del Teatro Imperial de San Petersburgo cantando Aida. La prensa española del momento se hizo eco del éxito de la soprano ferrolana en Rusia. El periódico madrileño La Época, el 9 de enero de 1879, señala Carolina Casanova como una de las primas donnas de la compañía y apunta que la soprano gallega es considerada por la prensa rusa como una «artista de primer orden», recibiendo cada noche «más de veinte llamadas a escena» y adelanta la presencia en la temporada de primavera y verano en el Covent Garden. Además, Carolina Casanova sumó en esta etapa a su repertorio Don Giovanni de Mozart, e interpretó también Marina y tres nuevas piezas del compositor navarro Emilio Arrieta en Londres y posiblemente también en San Petersburgo.
En los primeros años de la década de 1880 la prensa española se hizo eco nuevamente de la presencia de la soprano ferrolana en Italia, donde el periódico madrileño Crónica de la música señaló que fue contratada en 1880 por el Teatro San Carlo de Nápoles para cantar en Aida y Lohengrin, cantando 26 veces en el teatro napolitano y recogiendo un notable éxito según informó la prensa de la época. Al año siguiente, Carolina Casanova regresó a Milán, en esa ocasión para cantar en el Teatro alla Scala, donde recibió una sonora ovación después de la representación de La traviata, además de recibir una serenata por parte de la orquesta del teatro y siendo acompañada por numeroso público a la salida del recinto. Hasta 1887 no volvería al teatro de la capital lombarda.
En 1930 El Correo Gallego recordó una de las últimas representaciones de la temporada del otoño, el 11 de febrero de 1880 en San Petersburgo, en la que la soprano ferrolana interpretó el papel principal en Lucrezia Borgia, recibiendo una sonora ovación y siendo invitada al palco de los zares.
En la temporada 1881-82 formó parte de la compañía lírica italiana que funcionaría en el Gran Teatre del Liceu en la primera parte de la temporada como Prima donna assoluta soprano drammatica. El Correo Gallego apuntaba en su número del 5 de octubre de 1881 que la temporada de invierno le reportaría a la diva ferrolana una suma de 45.000 duros.
Carolina Casanova regresó a Rusia en 1884, después de firmar un contrato para cantar en Moscú tras finalizar la temporada en el Liceo y cantar en París Lucrezia Borgia en un doble debut junto con Julián Gayarre, que contó entre los asistentes con el escritor Alejandro Dumas, y que fue muy aplaudido. La diva vivió muchas temporadas en la capital francesa, al estar contratada en su teatro italiano, y la prensa española de la época hizo referencia con frecuencia a sus viajes a París al finalizar sus actuaciones o giras. La prensa española de la época informó además de algunos datos curiosos de la vida de la soprano en París, como los recogidos en 1889 por los periódicos La Monarquía o La Correspondencia, que destacaban su presencia en las reuniones íntimas que la reina Isabel II ofrecía en su palacio parisiense, y en las que según indicaban los medios, Carolina Cepeda era aplaudida con entusiasmo por la aristocracia que acudía a sus salones, y especialmente por la monarquía española. En el año 1884 el periódico madrileño La Correspondencia de España señaló la presencia de Carolina Casanova y Juan Gayarre en La Coruña, si bien se desconoce si cantaron en la ciudad herculina. En esta época era habitual encontrar notas en la prensa que recogían la presencia de la soprano ferrolana en Vilaboa (Culleredo), un lugar que frecuentaba la burguesía y cierta aristocracia para los retiros veraniegos, y donde ella había adquirido una casa en la que pasaba temporadas con su familia.
En 1886 volvió a ser contratada por el Covent Garden, y al año siguiente La Correspondencia se hizo eco de que Carolina Casanova era contratada por cuarta vez por el teatro londinense, en el que cantaría, entre otros títulos Semiramide, que regresó al Teatro Imperial de San Petersburgo, inaugurando temporada de otoño y el carnaval con la ópera Norma. Su interpretación le valió un nuevo éxito y el crítico del Diario de San Petersburgo llegó a compararla en muchos aspectos con Giuditta Pasta, considerada en el momento la Norma modelo. El crítico ruso afirmaba:

Dice la frase "In mia mano al fin tu sei" como mejor no se puede imaginar y en todo el final está una sublimidad sin igual, tanto en el sentimiento de aquellas bellísimas frases, como en la razonada y eficacísima acción con la que acompaña la situación dramática y la pasión de aquel terrible momento"
Diario de San Petersburgo

La temporada 1887-88 fue la última en la que Carolina Casanova actuó en el Liceo, coincidiendo con la Exposición Universal de 1888. Allí fue de nuevo l mejor Valentina en Les Huguenots en mayo, en junio Lohengrin y finalmente Lucrezia Borgia.

## Últimos conciertos y profesora
A pesar de que Carolina Casanova aún estaba en plenas facultades, a partir de 1889 empezó a reducir su actividad concertística hasta que alrededor de 1893 se retiró de los escenarios. Mercedes Puyol apunta dos factores que pudieron desembocar en su retirada de los escenarios para pasar a dar claseː las muertes de Julián Gayarre primero, y la de su marido después.
La soprano ferrolana mantuvo una fructífera relación profesional con el tenor navarro, y posiblemente también de amistad. Después de cantar juntos en Bilbao, el 8 de diciembre de 1889 Gayarre enfermó y sufrió un desvanecimiento en pleno escenario del Teatro Real mientras cantaba Les Pêcheurs de Perles de Bizet. Pocos días después, el 2 de enero de 1890, falleció en Madrid.
Poco después de que Gayarre cayera enfermo, su marido murió inesperadamente el 15 de diciembre. En marzo de ese mismo año Carolina Casanova solicitó una plaza para enseñar canto en la Escuela Nacional de Música y Declamación, ya que uno de sus profesores, Jorge Ronconi, acababa de fallecer. Casanova hizo valer sus méritos y en una carta dirigida al director general de instrucción pública, posiblemente el director afirma que los méritos alegados son ciertos y manifiesta que la considera apta para desempeñar la cátedra. Con todo, aún tuvo que esperar para conseguir una respuesta por parte del conservatorio madrileño.
Después de los trágicos sucesos, Carolina Casanova se presentó en Santander para cantar la ópera de Tomás Bretón Los amantes de Teruel en abril, antes de regresar a Madrid para la temporada de otoño. En la capital de España regresó al Teatro de la Zarzuela -que entonces se encontraba en proceso de mudanza de cara a la ópera italiana tras dejar el género chico por protestas de los medios- donde cantó de nuevo Lucrezia Borgia con gran éxito.
En 1891 cantó Norma y Les Huguenots en el Teatro Nacional São João de Porto y participó en un concierto benéfico a favor de los damnificados por el fuego en Ribera de Curtidores en el madrileño Teatro del Príncipe Alfonso en presencia de la familia real española, y unos meses después en un concierto organizado por el Conservatorio, entonces dirigido por Emilio Arrieta, para colaborar en la reparación de los daños producidos en las inundaciones en Toledo y Almería. Fue el 14 de julio de ese mismo año cuando a recibió la respuesta del Conservatorio, siendo nombrada interina y tomando posesión al día siguiente. Carolina Casanova consiguió su plaza por los méritos presentados y no por superar un examen, como puede deducirse en un documento oficial en el que la frase «practicó los ejercicios con nota de» viene escrito a mano «fue nombrada por concurso». El periódico barcelonés La Dinastía se refirió a su nombramiento en los siguientes términos:

"Fue nombrada profesora de canto de la Escuela Nacional de Música y Declamación, la célebre tiple dramática española doña Carolina Casanova de Cepeda. Consideramos acertadísimo este nombramiento, que viene a ser justo premio al talento indiscutible de una eminente artista española. Indudablemente ganará mucho la enseñanza en dicha escuela, con tan buena maestra.”
La Dinastía, 22 de julio de 1891

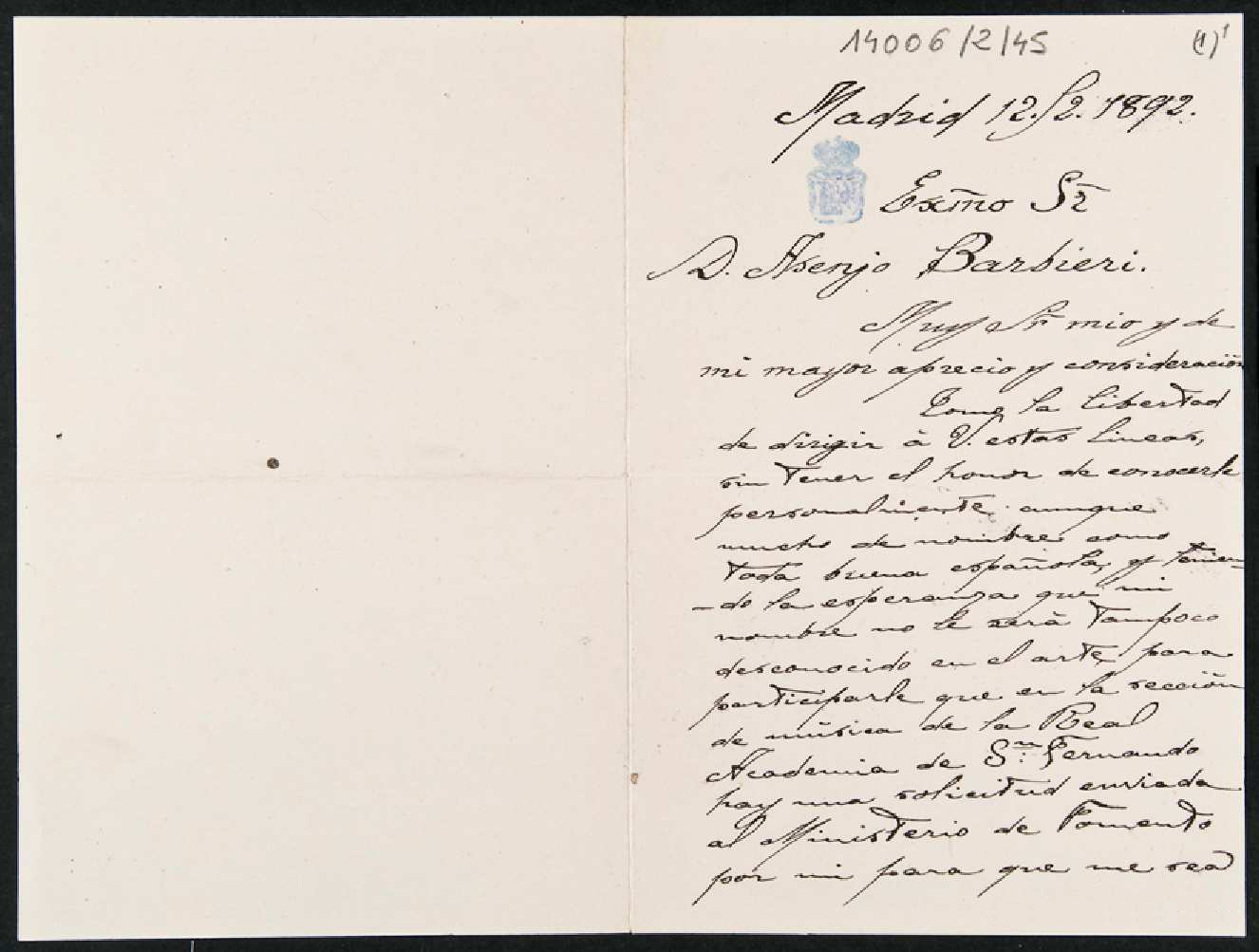
Primera página de la carta enviada por Carolina Casanova a Barbieri

Con todo, el salario recibido fue de tan solo 2.000 pesetas anuales, dos tercios menos de la dotación de la cátedra. Carolina Casanova decidió solicitar la cátedra en propiedad en 1892 apoyándose en el Real Decreto del 22 de enero de ese mismo año, solicitando así mismo apoyo del propio Barbieri para el «pronto despacho» de su solicitud. Finalmente el 11 de marzo fue nombrada profesora numeraria de la institución, lo que supuso un notable incremento en sus ingresos, ya que su salario pasó a ser de 3.000 pesetas anuales, que se incrementó en 500 pesetas por cada uno de los tres quinquenios en los que ejerció la cátedra.
En 1895 Carolina Casanova se casó por segunda vez, con el tenor Miguel Campo Herbella, natural de Rúa de Valdeorras, en el ayuntamiento orensano de Rúa. El matrimonio duró poco, quedándose viuda por segunda vez.

### Últimos años y muerte
No se tienen muchos datos de su vida después de su segundo matrimonio, hay que remontarse a una carta dirigida a su «jefe y amigo» Tomás Bretón en enero de 1910. En esta misiva la soprano pide permiso para dar clases en casa, ya que no puede subir escaleras debido a un ataque de reuma, añadiendo: «prometo que nadie lo sabrá».
Carolina Casanova falleció el 8 de febrero de 1910 en Madrid, siendo todavía profesora de canto en el Conservatorio. Al día siguiente de su muerte se instaló en el Conservatorio una capilla ardiente para que el profesorado y alumnado de la institución pudiesen rendirle el último homenaje y unirse al cortejo fúnebre animados por Tomás Bretón, ya que no había clases con motivo de las fiestas de carnaval. El periódico madrileño La Correspondencia de España publicó sobre la muerte de la soprano ferrolana que «el arte español, con la muerte de Carolina Cepeda, sufrió una pérdida irreparable».
Fue enterrada en la Sacramental de San Justo, en Madrid, en una tumba sencilla en la que tan solo figura su nombre y fecha de nacimiento, acompañada por los restos de otras personas de su familia. Su sepultura está localizada en el llamado Patio de Santa Gertrudis, donde también se encuentran los compositores Federico Chueca y Ruperto Chapí, así como Jorge Ronconi, a quien sustituyera Carolina Casanova en el conservatorio.

## Características
Se pueden encontrar descripciones del canto de Carolina Casanova en la prensa de su tempo. La constancia, las dotes musicales, la flexibilidad y la extensión de su voz, así como sus cualidades físicas y su presencia fueron algunas de las características que se destacaron de la voz de Carolina Casanova ya desde sus inicios.[15]. En 1869 el periódico La Iberia definía su canto del siguiente modo: «La señora Cepeda posee una magnífica voz, de gran extensión y muy simpática; su canto es correcto y su estilo de buena escuela», y después de su debut en el Teatro Real el periódico La Época destacaba su «hermosa y potente voz y su buena figura», augurándole «un feliz porvenir».
En su época, Carolina Casanova fue comparada con Giulia Grisi, una de las grandes sopranos del siglo XIX, y fallecida en 1869, cuando la soprano ferrolana iniciaba su carrera. Coincidiendo con su debut en la capital británica, el 13 de xulio de 1878, The New York Times se refirió a Carolina Casanova de esta modoː

Una cantante nueva apareció en Londres, en la Royal Italian Opera, la Señorita Cepeda —en realidad señora— que asumió el difícil papel de Valentina en Les Huguenots. Su talento se ha comparado con el de Grisi. Posee una belleza poco común, una voz pura y bien educada y un instinto dramático de primer orden
The New York Times, 1878

También en la prensa italiana destacó tanto su voz como sus dotes escénicas, tal como publicó el periódico Sferza de Nápoles en 1881ː

Desde el momento que pisa el escenario, el público comprende que tiene ante si una gran artista. Su figura es imponente; su gesto escultórico. Que decir de su voz? Ya suave, ya dulcísima, ya vibrante o fuerte, según la situación.
Sferza de Nápoles, 1881

Carolina Casanova también fue comparada con Giuditta Pasta, otra de las grandes sopranos de su tiempo en una de sus visitas al Teatro Imperial de San Petersburgo.
La soprano ferrolana era descrita como una cantante completa también por Enrique Sánchez Torres, quien además destacaba sus interpretaciones de Giacomo Meyerbeer, y en 1891 en Nueve músicos clásicos y seis artistas españoles la definió como una de esas personas que:“ Llenan el teatro... Todo en ella era exuberante: lla voz, a figura, el arte... es tan valiente que es capaz de ir con Stagno y Uetamal fin del mundo... dramático musical... Su «salva Raúl» es de esas frases que hacen recordar siempre a una artista... La Cepeda, aunque siempre demuestra que sabe cantar, tenéis que oírla en las óperas de Meyerbeer..."

## Repertorio
Si bien Carolina Casanova representó principalmente ópera italiana, también figura en su repertorio ópera francesa, alemana y española. Posiblemente algunas de las óperas que interpretó en una lengua distinta de la italiana fuesen versiones en esa lengua, ya que las fuentes mencionan muchas veces estas óperas con el título en italiano. Entre las óperas presentes en su repertorio se encuentran: La sonnambula y Norma de Billini; Les Huguenots, Robert le diable (aparece como Roberto il diavolo) y L’Africaine de Meyerbeer; La traviata, Aida, Il trovatore, Ernani, Rigoletto y Un ballo in maschera de Verdi; Ruy Blas de Marchetti; Faust de Charles Gounod; Le nozze di Figaro y Don Giovanni de Mozart; Lohengrin y Tannhäuser de Wagner; Il barbiere di Siviglia y Semiramide de Rossini; Le duc d’Albe (aparece como Il duca d’Alba), Maria di Rohan, Linda di Chamounix, Poliuto, Don Pasquale y Lucrezia Borgia de Donizetti; Il re Manfredi de Montuoro; La Juive (aparece tamén como L’Ebrea) de Halévy; Mefistofele de Boito; o las óperas españolas de Tomás Bretón Guzmán el Bueno y Los amantes de Teruel.

## Homenajes
En su época, Carolina Casanova recibió el reconocimiento del público en los teatros donde actuó. Se encuentran homenajes escritos a la soprano ferrolana, como el escrito en Baía (Brasil) el 15 de julio de 1868, durante las primeras giras que realizó por Latinoamérica, por la escritora, pintora y melómana Joaquina Navarro de Cunha e Menezes, hija del coronel y barón de Rio Vermelho, que le dedicó «a la distinguida prima donna ... intérprete sublime camino de la gloria».
La escritora coruñesa Emilia Calé, que sería madre de la famosa pianista Emilia Quintero Calé, y que mantenía una relación de amistad con la diva ferrolana, le dedicó un poema titulado «Á la célebre diva Carolina Casanova de Cepeda», escrito en 1885. Este poema fue escrito con ocasión de una fiesta que la soprano celebró en su casa-quinta de Vilaboa (Culleredo), y en la que la hija de Emilia Calé interpretó algunas piezas al piano y su madre leyó el poema, que publicaría ese mismo año en Madrid El Correo de la Moda.
En 1905 se publicó un «método completo» de canto, obra del Marqués de Altavilla, que también fue profesor en el Real Conservatorio de Madrid. En el método, además de los contenidos puramente teóricos, el autor dedica unas páginas a las personalidades del canto más famosas de su época, entre las cuales menciona a Carolina Casanova.
Con todo, a pesar de su trayectoria y de que fue célebre en su época la figura de Carolina Casanova cayó en el olvido tanto en el mundo de la ópera como en su ciudad natal, y buena parte de su trayectoria vital y profesional sigue siendo desconocida.